# セコペ・ケプ

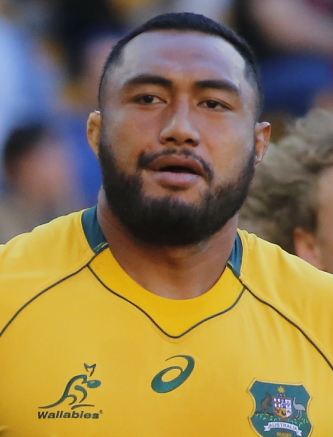

セコペ・ケプ（Sekope Kepu 1986年2月5日 - ）は 、オーストラリアのラグビー指導者。現在ジャパンラグビーリーグワン清水建設江東ブルーシャークスのFWコーチ。
現役時代のポジションはプロップ。

## 人物
1986年2月5日、シドニーで生まれる。
本名はSekope Miami Kepu。(※ミドルネームの"Miami"は、両親が好きなアメリカの刑事ドラマ特捜刑事マイアミ・バイスからとった)
身長188cm、体重125kg。
ニューサウスウェールズ州のクラブラグビー選手権シュート・シールド(The Shute Shield)に参加するランドウィック(Randwick)に所属。

## キャリア
トンガ人の両親のもとにシドニーで生まれ、一家はニュージーランドへ移住。オークランドのウェズレイ・カレッジのラグビーチームのトップチーム(1st ＸＶ)ではナンバーエイトでキャプテンを務め、2003年、17歳以下ラグビーニュージーランド代表に選出される。
2004年、2005年と2年連続で19歳以下代表に選出、2005年にポジションをプロップに転向。ニュージーランド州代表選手権(現ITM CUP)のカウンティーズ・マヌカウ州代表チームに入り、2005年～2007年の3シーズン、スーパー14(現スーパーラグビー)のチーフスのトレーニンググループ(Wider training group)に選ばれるも、シニアチーム昇格はならなかった。
2007年に鎖骨を骨折し、州代表チームに選出されず、オーストラリアへ戻る。2008年、ワラターズと契約。同年、オーストラリアＡ代表とワラビーズに初選出され、イタリア戦で代表デビュー。
2011年、ラグビーワールドカップ2011のオーストラリア代表に選出された。
ラグビーワールドカップ2015終了後、トップ14のユニオン・ボルドー・ベグルに移籍。
2019年、ロンドン・アイリッシュに加入。
2021年、カウンティーズ・マヌカウに加入。
2022年、モアナ・パシフィカに加入。
2024年、現役を引退して清水建設江東ブルーシャークスのFWコーチに就任。

## リンク
- セコペ・ケプ (@SekopeK) - X（旧Twitter）
- Sekope Kepu Ultimate Rugby
- Sekope Kepu Rugby Union
- Wallabies Profile